# Lincoln Burrows
Lincoln Borrows er Michael Scofields bror i den kendte serie Prison Break. Lincoln bliver spillet af skuespilleren Dominic Purcell.